# Журавное (Сумская область)
Журавное (укр. Журавне) — село в Чернетчинской сельской общине Ахтырского района Сумской области Украины.
Код КОАТУУ — 5920389204. Население по переписи 2001 года составляет 284 человека.

## Географическое положение
Село Журавное находится на правом берегу реки Ворскла,
выше по течению на расстоянии в 3 км расположено село Рыботень,
ниже по течению на расстоянии в 1 км расположено село Попелевщина,
на противоположном берегу — село Пылевка.
Река в этом месте извилистая, образует лиманы, старицы и заболоченные озёра.
Некоторые старицы имеют собственные имена, например, Быстрая.
К селу примыкает несколько лесных массивов (дуб).

## История
- 1652 — земли Журавной поляне отданы были в 1652 г. боярским детям, служившим в Алешенском укреплении[2].
- Некоторые исторические данные находим в «Историко-статистическом описании Харьковской епархии» архиепископа Филарета (Гумилевского) (1805—1866): «При заливе из реки Ворсклы, на правой стороне ее, в 10 верстах от Ахтырки. В грамоте от 12 марта 1707 г. читаем: „161 (1652) г. сент. 10 за рукою воеводы Данилы Коптева написано: от реки Ворсклы, от Литовскаго рубежа; чрез лес на Журавную поляну, от Литовской границы подле концев большаго Букреевскаго лесу, чрез ахтырскую дорогу, подле ахтырскаго лесу, что ездят от Ахтырскаго на Журавину, до граней, пока мест грани стали Оксома до Андрея Хоцких; от тех граней вниз по Журавной поляне последняя грань до верховья Царева Колодезя, по правой стороне до реки Ворскла, вниз по Ворскле до Литовскаго рубежа“. В таком виде земли Журавного отданы были в 1652 г. боярским детям, служившим в Алешенском укреплении. В 1689 г. алешан-цы продали эти земли ахтырскому полковнику Ивану Перекрестову, который лет за 5 пред тем увеличил население соседнего села Лутищ. В Журавном оказалось земли на 350 дес., и межевая линия шла „вверх по Ворсклу до Немеровскаго городища и до устья Царева Колодезя рыботынской и буймеровской дач“. Прежде всего обращаем внимание на городище как на памятник древнейшего быта. Вблизи Журавного поныне видно огромное городище. Литовская граница, упоминаемая в акте 1689 г., в другом акте 1691 г. называется малороссийской границей, эта черта служит границей и нынешней Полтавской губернии. В акте 1689 г. городище называется Немеровским. В росписи русских станиц 1572 г. называется оно Кубенскою могилою в Немери: „да Кубенскую могилу в Немери да Ворскле перелезши на Усть Буймера“. Название Немиря поныне остается за городищем. Это городище расположено на правом берегу Ворсклы, как и Котелевское, и на такой же отлогой горе, как и то. Оно окружено дремучим лесом, и само заросло огромными дубами. Глубокий ров, начинаясь от р. Ворсклы, окаймляет обширное пространство с востока, юга и запада; ров тянется около 2-х верст; площадь, окруженная рвом, изрыта рвами и валами. На севере гора с городищем оканчивается довольно круто, и от подошвы ее идет равнина с заливами и сагами. На западной стороне городища глубокая яма. Как по такому положению своему, так по письменным показаниям, Немеровское городище, без сомнения, служит памятником русского города, существовавшего еще прежде татар. Этот город не был городом Литовской Руси, потому что в акте 1572 г. видим уже не город, а городище, да и потому, что городище находится за границей Литовской Руси, не в области Литовской. Городище называется Кубенской могилой. Кубенские князья являются по истории во время татар и исчезают в XVI ст., а между тем в этот период времени русские не могли строить городов на Ворскле. Это опять говорит, что самый город принадлежит периоду дотатарскому, и кубенский князь потерпел несчастие уже на городище. Обращаемся к новому московскому населению Журавной поляны. Оно началось не ранее 1655 г., но прежде того времени, как поляна перешла во владение Перекрестова; в межевой 1689 г. уже упоминается о журавских помещиках как жильцах села Журавного. Первый храм в Журавном во имя Архангела Михаила по поселении в краю черкасов построен, по всей вероятности, не позже 1660 г. После того как имение куплено было у Гречаного, новый храм построен в 1722 г. Осипом Тимофеевичем Надаржинским, и исправленный два раза остается тот же поныне. Метрики Журавинского и Лутищанского приходов начинаются с 1751 г., а исповедные росписи — с 1763 г.»[3]

## Объекты социальной сферы
- Школа І-ІІ ст. (закрыта в 2009 г.)